# Balaguèras
Balaguèras (francès Balaguères) és un municipi francès, situat a la regió d'Occitània, departament de l'Arieja.